# Malancourt
Malancourt é uma comuna francesa na região administrativa de Grande Leste, no departamento de Meuse. Estende-se por uma área de 16,52 km². Em 2010 a comuna tinha 67 habitantes (densidade: 4,1 hab./km²).